# 2006년 한국시리즈
2006 삼성 PAVV 프로야구 한국시리즈는 10월 21일부터 10월 29일까지 모두 6차전을 벌여 삼성 라이온즈가 한화 이글스를 4승 1무 1패로 꺾고 우승하며 2연패를 달성했다. 한국시리즈 MVP로는 삼성 라이온즈의 박진만 선수가 차지했다.

## 정규 시즌
| 순위 | 구단          | 승 | 무 | 패 | 승률  | 승차 |
| ---- | ------------- | -- | -- | -- | ----- | ---- |
| 1위  | 삼성 라이온즈 | 73 | 3  | 50 | 0.593 | 0.0  |
| 2위  | 현대 유니콘스 | 70 | 1  | 55 | 0.560 | 4.0  |
| 3위  | 한화 이글스   | 67 | 2  | 57 | 0.540 | 6.5  |
| 4위  | KIA 타이거즈  | 64 | 3  | 59 | 0.520 | 9.0  |
| 5위  | 두산 베어스   | 63 | 3  | 60 | 0.512 | 10.0 |
| 6위  | SK 와이번스   | 60 | 1  | 65 | 0.480 | 14.0 |
| 7위  | 롯데 자이언츠 | 50 | 3  | 73 | 0.407 | 23.0 |
| 8위  | LG 트윈스     | 47 | 4  | 75 | 0.385 | 25.5 |

## 플레이오프 결과
|               | 승리팀           | 경기 결과 | 상대팀             |
| ------------- | ---------------- | --------- | ------------------ |
| 준 플레이오프 | 한화 이글스(3위) | 2 - 0 - 1 | KIA 타이거즈(4위)  |
| 플레이오프    | 한화 이글스(3위) | 3 - 0 - 1 | 현대 유니콘스(2위) |

### 준플레이오프
준플레이오프에서 정규리그 3·4위를 각각 기록한 한화 이글스와 KIA 타이거즈가 격돌하였다. 한화 이글스가 KIA 타이거즈에 2승 1패를 기록하며 플레이오프에 진출하였다. 

### 플레이오프
플레이오프에서 정규리그 2위인 현대 유니콘스에 1차전을 내주었지만, 남은 세 경기를 모두 이기면서 한화 이글스가 한국시리즈에 진출하였다.

## 출장자 명단

### 삼성 라이온즈
- 감독 - 선동열
- 코치 - 한대화, 양일환, 박흥식, 류중일, 김평호, 강성우
- 투수 - 전병호, 오상민, 임동규, 권오준, 배영수, 오승환, 권혁, 임창용, 브라운, 하리칼라
- 포수 - 진갑용, 이정식
- 내야수 - 양준혁, 김한수, 김재걸, 박종호, 강명구, 조동찬, 박진만, 박정환
- 외야수 - 김종훈, 김대익, 심정수, 김창희, 박한이, 조영훈

### 한화 이글스
- 감독 - 김인식
- 코치 - 유지훤, 우경하, 한용덕, 강석천, 김호, 조경택
- 투수 - 송진우, 지연규, 구대성, 정민철, 권준헌, 문동환, 김해님, 최영필, 차명주, 안영명, 류현진
- 포수 - 이도형, 신경현, 심광호
- 내야수 - 김민재, 백재호, 한상훈, 이범호, 김태균, 백승룡, 클리어
- 외야수 - 김인철, 조원우, 김수연, 고동진, 데이비스

## 경기 기록
| 일시                                                                  | 경기  | 원정팀(선공)  | 스코어 | 홈팀(후공)    | 개최 구장              | 개시 시각 | 관중수   | 경기 MVP               |
| --------------------------------------------------------------------- | ----- | ------------- | ------ | ------------- | ---------------------- | --------- | -------- | ---------------------- |
| 10월 21일(토)                                                         | 1차전 | 한화 이글스   | 0 - 4  | 삼성 라이온즈 | 대구시민운동장 야구장  | 14시 00분 | 12,000명 | 배영수 (삼성 라이온즈) |
| 10월 23일(월)                                                         | 2차전 | 한화 이글스   | 6 - 2  | 삼성 라이온즈 | 대구시민운동장 야구장  | 18시 00분 | 10,171명 | 문동환 (한화 이글스)   |
| 10월 25일(수)                                                         | 3차전 | 삼성 라이온즈 | 4 - 3  | 한화 이글스   | 대전한화생명이글스파크 | 18시 00분 | 10,500명 | 박진만 (삼성 라이온즈) |
| 10월 26일(목)                                                         | 4차전 | 삼성 라이온즈 | 4 - 2  | 한화 이글스   | 대전한화생명이글스파크 | 18시 00분 | 10,500명 | 김재걸 (삼성 라이온즈) |
| 10월 28일(토)                                                         | 5차전 | 한화 이글스   | 1 - 1  | 삼성 라이온즈 | 서울종합운동장 야구장  | 14시 00분 | 30,500명 | -                      |
| 10월 29일(일)                                                         | 6차전 | 삼성 라이온즈 | 3 - 2  | 한화 이글스   | 서울종합운동장 야구장  | 14시 00분 | 30,500명 | -                      |
| 우승 : 삼성 라이온즈 (4번째), 한국시리즈 MVP : 박진만 (삼성 라이온즈) |       |               |        |               |                        |           |          |                        |

## 한국시리즈 경기 결과

### 1차전
10월 21일 - 대구시민운동장 야구장
| 팀                                                            | 1 | 2 | 3 | 4 | 5 | 6 | 7 | 8 | 9 | R | H | E | B |
| 한화 이글스                                                   | 0 | 0 | 0 | 0 | 0 | 0 | 0 | 0 | 0 | 0 | 7 | 2 | 2 |
| 삼성 라이온즈                                                 | 0 | 0 | 2 | 0 | 1 | 0 | 1 | 0 | X | 4 | 9 | 0 | 3 |
| 승리 투수: 배영수 패전 투수: 류현진 세이브: 없음 홀드: 권오준 |   |   |   |   |   |   |   |   |   |   |   |   |   |

- 애국가 : 성악가 김동규
- 시구 : 김범일 대구광역시장
- 삼성은 에이스 배영수를, 한화 역시 에이스 류현진을 선발로 내세웠다.

예상대로 경기가 투수전 양상으로 전개 되던 중 삼성이 3회말 1사 2루에서 박한이가 중견수 앞에 떨어진 안타를 친 후 한화 중견수 데이비스의 에러까지 겹치면서 주자가 득점하면서 선취점을 뽑아냈다. 이후 연속 안타로 1점을 더 추가한 삼성은 5회말 1사 1,3루에서 심정수의 적시타로 3점차로 도망갔다. 반면, 한화 타선은 배영수의 노련한 투구에 제대로 된 공격 기회를 잡지 못했고, 7회말 박한이의 2루타와 양준혁의 적시타로 쐐기점을 뽑아냈고 뒤이어 삼성은 권오준과 오승환을 연달아 출격시키며 경기를 쉽게 마무리지었다.

### 2차전
10월 23일 - 대구시민운동장 야구장
| 팀 | 1 | 2 | 3 | 4 | 5 | 6 | 7 | 8 | 9 | R | H | E | B |
| 한화 이글스                                                                                               | 0 | 0 | 0 | 4 | 0 | 0 | 2 | 0 | 0 | 6 | 9 | 2 | 3 |
| 삼성 라이온즈                                                                                             | 0 | 0 | 1 | 1 | 0 | 0 | 0 | 0 | 0 | 2 | 4 | 0 | 8 |
| 승리 투수: 문동환 패전 투수: 브라운 세이브: 없음 홀드: 없음 홈런: 한화 – 데이비스 (전병호 상대로 7회 2점) |   |   |   |   |   |   |   |   |   |   |   |   |   |

- 애국가 : 성악가 이현 (영남대학교 교수)
- 시구 : 장경훈 (대구시의회 의장)
- 삼성은 용병 투수 브라운을, 한화는 정민철을 선발로 내세웠다.

선취점은 또다시 삼성이 3회말 2사 1, 2루에서 정민철을 상대로 삼성 심정수의 1타점 적시 2루타로 뽑아내는 데 성공했다. 그러나 한화는 4회초 1사 2루에서 김태균의 적시타가 터지면서 승부를 원점으로 만든데 이어 한상훈이 역전타를 쳐내며 승부를 뒤집었고 신경현의 2타점 적시타로 쐐기점을 뽑아냈다. 삼성도 4회말 희생플라이로 1점을 뽑아내며 추격으나 역부족이었다. 이후 7회초 한화 데이비스의 우월 2점 홈런이 터지면서 한화의 완승으로 끝났다.

### 3차전
10월 25일 - 대전한화생명이글스파크
| 팀 | 1 | 2 | 3 | 4 | 5 | 6 | 7 | 8 | 9 | 10 | 11 | 12 | R | H | E | B |
| 삼성 라이온즈 | 1 | 0 | 0 | 0 | 2 | 0 | 0 | 0 | 0 | 0  | 0  | 1  | 4 | 9 | 0 | 6 |
| 한화 이글스 | 0 | 0 | 0 | 0 | 0 | 0 | 0 | 3 | 0 | 0  | 0  | 0  | 3 | 6 | 1 | 9 |
| 승리 투수: 권혁 패전 투수: 구대성 세이브: 배영수 홀드: 권오준, 임창용 홈런: 한화 – 김태균 (권오준 상대로 8회 1점), 심광호 (오승환 상대로 8회 2점) |   |   |   |   |   |   |   |   |   |    |    |    |   |   |   |   |

- 애국가 : 김철수 (성악가)
- 시구 : 김영덕 (1988년 창단 첫 한국시리즈 진출 주역) / 시타 : 이희수 감독 (1999년 창단 첫 한국시리즈 우승 주역)
- 한화는 선발로 최영필을, 삼성은 하리칼라를 선발 투수로 등판시켰다.

1회초 한화 내야수들의 실책성 플레이로 무사 주자 2, 3루가 되었고 한화 김태균의 야수 선택으로 1점을 먼저 삼성이 뽑아낸 데 이어 5회초 박진만과 김한수의 연속 안타가 터지면서 2점을 추가로 뽑아내는 데 성공했다. 그러나 8회 말 한화 김태균이 권오준을 상대로 추격의 솔로 홈런을 쳐낸 데 이어 이범호의 안타와 오승환의 등판 때 심광호의 중월 2점 홈런이 터지면서 승부는 단순간에 동점이 되었다. 이후 선동열 감독은 오승환을 강판했고, 연장전으로 승부가 이어지던 중 12회초 박진만이 한화 구대성에게 다시 역전 결승타를 쳐내면서 경기는 삼성의 승리로 끝을 맺었다.

### 4차전
10월 26일 - 대전한화생명이글스파크
| 팀 | 1 | 2 | 3 | 4 | 5 | 6 | 7 | 8 | 9 | 10 | R | H | E | B |
| 삼성 라이온즈 | 0 | 1 | 0 | 0 | 0 | 0 | 1 | 0 | 0 | 2  | 4 | 8 | 0 | 9 |
| 한화 이글스 | 0 | 0 | 1 | 1 | 0 | 0 | 0 | 0 | 0 | 0  | 2 | 8 | 1 | 4 |
| 승리 투수: 배영수 패전 투수: 문동환 세이브: 오승환 홀드: 없음 홈런: 삼성 – 진갑용 (류현진 상대로 2회 1점) 한화 – 한상훈 (임동규 상대로 4회 1점) |   |   |   |   |   |   |   |   |   |    |   |   |   |   |

- 애국가 : 구은영 (오페라 가수)
- 시구 : 김종철 (대전 유천초등학교 야구부)

### 5차전
10월 28일 - 서울종합운동장 야구장
| 팀                                                        | 1 | 2 | 3 | 4 | 5 | 6 | 7 | 8 | 9 | 10 | 11 | 12 | 13 | 14 | 15 | R | H  | E | B |
| 한화 이글스                                               | 0 | 0 | 0 | 0 | 0 | 0 | 1 | 0 | 0 | 0  | 0  | 0  | 0  | 0  | 0  | 1 | 11 | 1 | 4 |
| 삼성 라이온즈                                             | 0 | 0 | 1 | 0 | 0 | 0 | 0 | 0 | 0 | 0  | 0  | 0  | 0  | 0  | 0  | 1 | 9  | 1 | 5 |
| 승리 투수: 없음 패전 투수: 없음 세이브: 없음 홀드: 오상민 |   |   |   |   |   |   |   |   |   |    |    |    |    |    |    |   |    |   |   |

- 애국가 : 뮤지컬 배우 김소현
- 시구 : 이택순 경찰청장
- 한국시리즈 2번째 최장시간 경기 - 5시간 15분

### 6차전
10월 29일 - 서울종합운동장 야구장
| 팀 | 1 | 2 | 3 | 4 | 5 | 6 | 7 | 8 | 9 | R | H | E | B |
| 삼성 라이온즈 | 2 | 1 | 0 | 0 | 0 | 0 | 0 | 0 | 0 | 3 | 8 | 0 | 4 |
| 한화 이글스 | 0 | 0 | 0 | 0 | 0 | 1 | 0 | 1 | 0 | 2 | 9 | 0 | 4 |
| 승리 투수: 하리칼라 패전 투수: 안영명 세이브: 오승환 홀드: 임창용, 오상민, 배영수 홈런: 한화 – 김태균 (배영수 상대로 8회 1점) |   |   |   |   |   |   |   |   |   |   |   |   |   |

- 애국가 : 류재광 (오페라 가수)
- 시구 : 탤런트 김아중 (영화 '미녀는 괴로워' 주인공)

## 방송 중계
이 방송까지 SD 표준 화질 영상입니다.
| 방송 채널  | 캐스터(한국시리즈 차전) | 현장 리포터 | 해설위원 | 비고 |
| ---------- | ----------------------- | ----------- | -------- | ---- |
| KBS 2TV    | 표영준(3·6)             | -           | 이용철   |      |
| MBC TV     | 송인득(1·5)             | 길수현      | 허구연   |      |
| SBS TV     | 배기완(2·4)             | -           | 박노준   |      |
| MBC ESPN   | 한명재(6)               | -           | 한민정   |      |
| SBS Sports | 불명(6)                 | -           | 이광권   |      |